# Sōkokurai Eikichi
Sōkokurai Eikichi (蒼国来栄吉, Eikichi Sōkokurai), né le 9 janvier 1984 sous le nom d'Enhetubuxin, est un lutteur sumo originaire de Mongolie-intérieure. C'est le seul Chinois à avoir atteint la première division makuuchi. D'origine mongole, il fait ses débuts professionnels en 2003 et est promu en première division en septembre 2010. En avril 2011, il reçoit l'ordre de l'association japonaise de sumo de se retirer après son implication dans une affaire de combats arrangés. Niant sa culpabilité, il refuse de s'exécuter et est exclu du sumo professionnel. Cependant, en mars 2013, son exclusion est annulée par le tribunal du district de Tokyo et après que l'association de sumo n'ait pas souhaité faire appel de la décision, il réapparaît sur le banzuke en juillet 2013 au Nagoya basho, reprenant son rang de maegashira #15. Le plus haut rang qu'il ait atteint est celui de maegashira 4 en mars 2016.

## Biographie

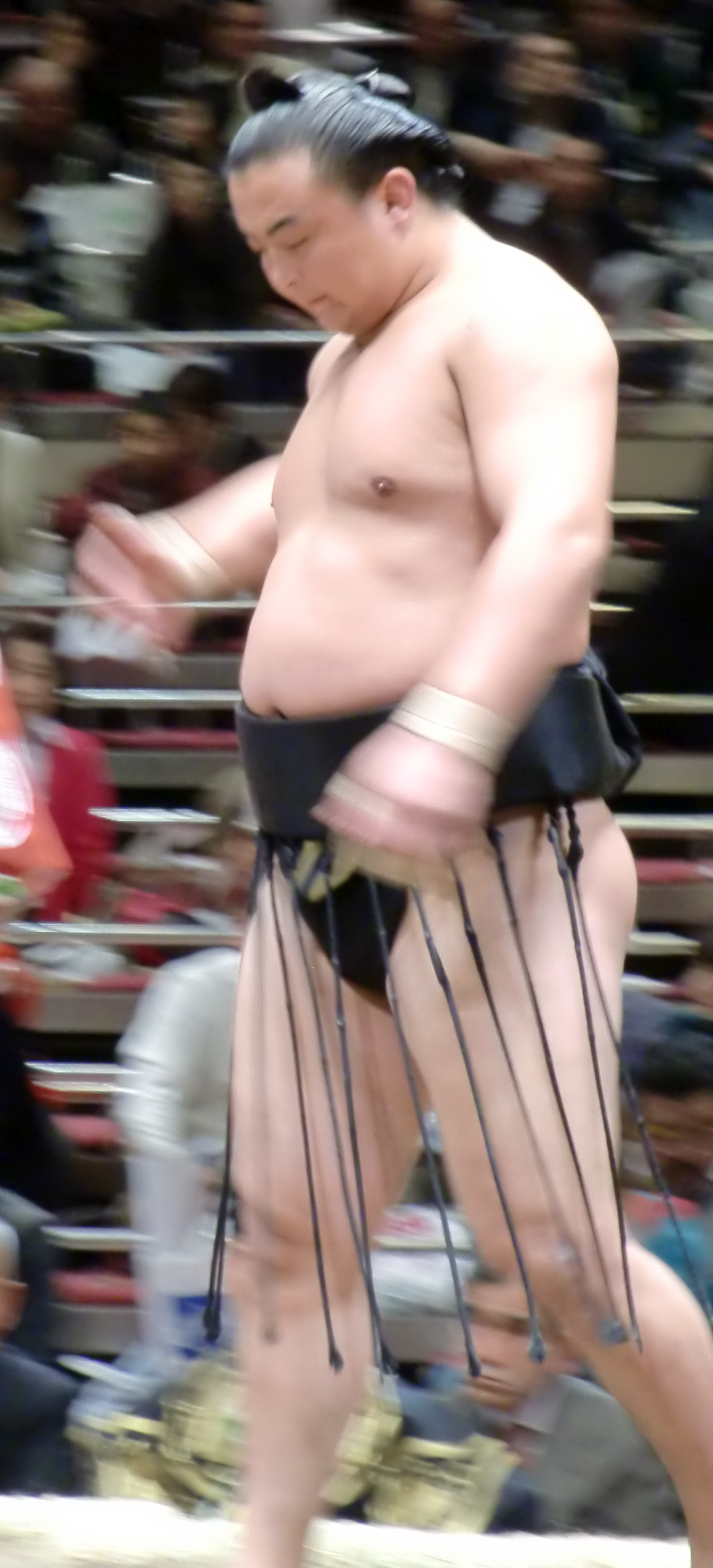
Sōkokurai à ses débuts comme sekitori au tournoi de janvier 2010.

Né dans une famille d'éleveurs, il soigne les animaux durant son enfance dans une yourte. À sept ans, il commence à pratiquer la lutte mongole, et à 16 ans, il remporte le championnat national de ce sport. Il rejoint ensuite une école de lutte où, avec ses 84 kg, est classé 8e dans le classement junior national. Il est repéré en avril 2003 par Ōyutaka Masachika (en), chef de l'écurie Arashio (en), en visite en Chine à la recherche de nouvelles recrues. Il arrive au Japon pour entrer à l'écurie en juin de la même année, et fait ses débuts au tournoi de septembre.
Au tournoi suivant de novembre 2003, il gagne le championnat de la division jonokuchi. Il est cependant absent du tournoi suivant de janvier 2004 en raison d'un bras cassé. Il revient au tournoi suivant et finit sur un résultat parfait de 7 victoires pour 0 défaites dans la division jonidan, mais perdant au championnat de la division face au vétéran Kenō Shota, pourtant d'un rang inférieur. Il atteint la troisième division makushita un an après ses débuts. Il connait cependant des difficultés et passe les trois années suivantes à monter et descendre dans les rangs des divisions sandanme et makushita. D'un poids relativement léger, il est souvent sorti de force assez facilement par ses adversaires plus costauds. Il a de plus du mal à s'adapter à la vie japonaise au début, en particulier à la cuisine locale. Il est connu pour mettre du yaourt dans son riz pour le rendre plus savoureux pour lui. Sa chance commence à tourner en mai 2007 où il remporte le championnat de la division sandanme. Après une année de plus de performances médiocres, qui sont aggravées par un ulcère à l'estomac, il finit sur un résultat de 6 victoires pour 1 défaite au tournoi de juillet 2008 et participe au championnat de la division makushita au cours duquel il est éliminé lors des éliminatoires à sept lutteurs.
Après un mauvais résultat de 2 victoires pour 5 défaites au dernier tournoi de 2008, il commence une série ininterrompue de tournois dans lesquels il obtient une majorité de victoires, et en novembre 2009, il est promu dans la deuxième division jūryō. Il est seulement le second lutteur chinois à être promu au rang de sekitori, après Kiyonohana Oyo, 36 ans plus tôt. Cependant, Kiyonohana est en réalité né à Osaka où il a grandi mais a indiqué que son lieu de naissance était la province chinoise du Fujian par respect pour ses ancêtres, ce qui fait que Sōkokurai est le premier vrai Chinois à atteindre un rang de la division jūryō. Après quatre tournois dans la jūryō, il fait ses débuts dans la première division makuuchi en septembre 2010. Bien que ses résultats récents lui valent une promotion, ses débuts en division makuuchi se sont faits un peu plus tôt et à un rang plus élevé que ce qui aurait dû normalement se passer à la suite de la récente rétrogradation de plusieurs lutteurs de haut rang en raison de suspicions de combats arrangés, et il doit alors prouver qu'il mérite sa promotion,. Il fait un grand pas dans cette direction, en obtenant une majorité des victoires dans la dernière journée du tournoi et en obtenant son onzième kachi-koshi (plus de victoires que de défaites) consécutif.
En avril 2011, il reçoit l'ordre de prendre sa retraite par l'association japonaise de sumo après qu'une enquête ait conclu qu'il est impliqué dans des affaires de combats arrangés. Sōkokurai et le rikishi mongol Hoshikaze Yoshihiro ne sont d'abord pas dans le groupe principal des 23 lutteurs jugés coupables, mais des recherches ultérieures concluent qu'ils sont effectivement impliqués. Les deux lutteurs nient leur implication et refusent de prendre leur retraite forcée, et des sources de l'écurie Arashio indiquent clairement que Sōkokurai est prêt à aller au tribunal s'il est expulsé du sumo. Il est soutenu par son maître d'écurie qui déclare « Je crois en Sōkokurai et je vais maintenant le laisser faire ce qu'il veut ». Le 14 avril, Sōkokurai et Hoshikaze sont expulsés par l'association de sumo. Sōkokurai est toujours en droit de percevoir sa pension de retraite, estimé autour de 5,3 millions de yens.
En juin de cette année, Sōkokurai et l'association de sumo font un marché selon lequel il serait payé comme un lutteur de première division makuuchi dès l'année suivante. Cependant, il intente une action en justice pour réclamer sa réintégration dans le sumo et continue à vivre et à s'entraîner à l'occasion à l'écurie Arashio.
En 2012, Sōkokurai travaille dans une ferme de poulet à Fukuoka mais retourne à l'entraînement grâce à l'aide d'anciens soutiens. En mars 2013, il gagne son procès contre l'association de sumo après que le tribunal du district de Tokyo ait jugé que son expulsion est invalide en raison de la remise en question du témoignage de l'ancien lutteur Kasuganishiki Takahiro (en). L'avocat de Sōkokurai presse l'association de sumo de le réintégrer aussi rapidement que possible et après une rencontre le 3 avril avec le chef de l'association, Kitanoumi Toshimitsu, il est annoncé que l'association de sumo ne fera pas appel de la décision de la cour et Sōkokurai réapparaît dans le banzuke de juillet avec le rang de maegashira 15, lui donnant le temps de revenir en pleine forme. À son premier tournoi, il finit sur un résultat de 6 victoires pour 9 défaites, ce qui n'est pas assez pour lui éviter la relégation en seconde division. Après quatre tournois en division jūryō, culminant avec un résultat de 11 victoires pour 4 défaites en jūryō 9 en mars 2014, il gagne son retour en première division. Il maintient son statut de makuuchi, et en mai 2014 atteint le rang de maegashira 7 mais est forcé de se retirer du tournoi en raison d'une blessure et redescend en jūryō. Son résultat de 9 victoires pour 6 défaites lui vaut de revenir en première division makuuchi au tournoi de septembre, et remporte trois résultats positifs d'affilée pour la première fois ce qui lui vaut d'atteindre le rang de maegashira 4 pour le tournoi de mars 2016.

## Style de combat
Sōkokurai parvient à gagner 40 kg depuis son entrée dans le sumo pour atteindre les 130 kg environ en 2010. Il est principalement un lutteur yotsu sumo, préférant se battre à proximité plutôt que de pousser son adversaire. Il utilise la prise migi-yotsu (main droite à l'intérieur, main gauche à l'extérieur) sur la ceinture mawashi de ses adversaires. Il apprécie les lancers, autant au-dessus des bras (uwatenage) qu'en-dessous (shitatenage). Cependant, son coup gagnant kimarite (en) le plus utilisé est yori-kiri (pousser dehors).